# Anisodes posticamplum
Anisodes posticamplum är en fjärilsart som beskrevs av Swinhoe 1892. Anisodes posticamplum ingår i släktet Anisodes och familjen mätare. Inga underarter finns listade i Catalogue of Life.